# Krasnodęby-Sypytki
Krasnodęby-Sypytki [krasnɔˈdɛmbɨ sɨˈpɨtki] est un village polonais de la gmina de Sokołów Podlaski dans le powiat de Sokołów et dans la voïvodie de Mazovie, au centre-est de la Pologne.
Il est situé à environ 5 kilomètres au sud-est de Sokołów Podlaski et à 91 kilomètres à l'est de Varsovie.